# Vela nos Jogos Olímpicos de Verão de 1976 - Tempest
As provas da classe Tempest da vela nos Jogos Olímpicos de Verão de 1976 ocorreram entre 31 de julho e 8 de agosto daquele ano na costa de Kingston, no Lago Ontário, no Canadá. O programa compunha sete regatas. Para esta classe, houve 32 velejadores de 16 nações inscritas.

## Medalhistas
A dupla suecos John Albrechtson e Ingvar Hansson finalizou a competição em primeiro lugar e conquistou a medalha de ouro. A prata firmou-se com os soviéticos Valentin Mankin e Vladyslav Akimenko. Por fim, a medalha de bronze ficou com Dennis Conner e Conn Findlay, dos Estados Unidos.
|  | SWE Suécia                      |  | URS União Soviética                |  | USA Estados Unidos         |
|  | John Albrechtson Ingvar Hansson |  | Valentin Mankin Vladyslav Akimenko |  | Dennis Conner Conn Findlay |

## Resultados
Estes foram os resultados da competição:
| Pos.              | Tripulação                                           | Regata I | Regata I | Regata II | Regata II | Regata III | Regata III | Regata IV | Regata IV | Regata V | Regata V | Regata VI | Regata VI | Regata VII | Regata VII | Total de pontos | Total -1 |
| Pos.              | Tripulação                                           | Pts.     | Pos.     | Pts.      | Pos.      | Pts.       | Pos.       | Pts.      | Pos.      | Pts.     | Pos.     | Pts.      | Pos.      | Pts.       | Pos.       | Total de pontos | Total -1 |
| ----------------- | ---------------------------------------------------- | -------- | -------- | --------- | --------- | ---------- | ---------- | --------- | --------- | -------- | -------- | --------- | --------- | ---------- | ---------- | --------------- | -------- |
| Medalha de ouro   | SWE John Albrechtson Ingvar Hansson                  | 4        | 8.0      | 1         | 0.0       | 2          | 3.0        | 1         | 0.0       | 7        | 13.0     | 2         | 3.0       | 1          | 0.0        | 27.0            | 14.0     |
| Medalha de prata  | URS Valentin Mankin Vladyslav Akimenko               | 1        | 0.0      | 4         | 8.0       | 4          | 8.0        | 3         | 5.7       | 2        | 3.0      | 3         | 5.7       | 5          | 10.0       | 40.4            | 30.4     |
| Medalha de bronze | USA Dennis Conner Conn Findlay                       | 2        | 3.0      | 2         | 3.0       | 3          | 5.7        | 5         | 10.0      | 9        | 15.0     | 4         | 8.0       | 2          | 3.0        | 47.7            | 32.7     |
| 4                 | FRG Uwe Mares Wolf Stadler                           | 5        | 10.0     | 3         | 5.7       | 6          | 11.7       | 2         | 3.0       | DNF      | 22.0     | 1         | 0.0       | 6          | 11.7       | 64.1            | 42.1     |
| 5                 | ITA Giuseppe Milone Roberto Mottola                  | 3        | 5.7      | 5         | 10.0      | 7          | 13.0       | 4         | 8.0       | 12       | 18.0     | 7         | 13.0      | 3          | 5.7        | 73.4            | 55.4     |
| 6                 | DEN Claes Thunbo Christensen Finn Thunbo Christensen | 6        | 11.7     | 9         | 15.0      | 8          | 14.0       | 8         | 14.0      | 1        | 0.0      | 5         | 10.0      | 7          | 13.0       | 77.7            | 62.7     |
| 7                 | CAN Allan Leibel Lorne Leibel                        | 7        | 13.0     | 6         | 11.7      | DSQ        | 24.0       | 6         | 11.7      | 3        | 5.7      | 9         | 15.0      | 4          | 8.0        | 89.1            | 65.1     |
| 8                 | NED Ben Staartjes Ab Ekels                           | 11       | 17.0     | 7         | 13.0      | 5          | 10.0       | 7         | 13.0      | 8        | 14.0     | 6         | 11.7      | 11         | 17.0       | 95.7            | 78.7     |
| 9                 | ESP Félix Gancedo Jesús Turró                        | 8        | 14.0     | 11        | 17.0      | 1          | 0.0        | 10        | 16.0      | 14       | 20.0     | 10        | 16.0      | 10         | 16.0       | 99.0            | 79.0     |
| 10                | AUS Jörn Hellner James Byrne                         | 14       | 20.0     | 13        | 19.0      | 10         | 16.0       | 14        | 20.0      | 4        | 8.0      | 8         | 14.0      | 9          | 15.0       | 112.0           | 92.0     |
| 11                | IRL David Wilkins Derek Jago                         | 9        | 15.0     | 8         | 14.0      | 9          | 15.0       | 12        | 18.0      | 10       | 16.0     | DSQ       | 24.0      | 12         | 18.0       | 120.0           | 96.0     |
| 12                | AUT Carl Auteried Jr. Wolfgang Böhm                  | 10       | 16.0     | 14        | 20.0      | 11         | 17.0       | 11        | 17.0      | 5        | 10.0     | 11        | 17.0      | DNS        | 22.0       | 119.0           | 97.0     |
| 13                | ISV John Foster Dan Morrison                         | 15       | 21.0     | 10        | 16.0      | 12         | 18.0       | 13        | 19.0      | 6        | 11.7     | 12        | 18.0      | 13         | 19.0       | 122.7           | 101.7    |
| 14                | GBR Alan Warren David Hunt                           | 12       | 18.0     | 12        | 18.0      | 14         | 20.0       | 9         | 15.0      | 13       | 19.0     | RET       | 22.0      | 8          | 14.0       | 126.0           | 104.0    |
| 15                | PUR John Hoyt Hovey Freeman                          | 13       | 19.0     | 15        | 21.0      | 13         | 19.0       | 15        | 21.0      | 15       | 21.0     | 13        | 19.0      | 14         | 20.0       | 140.0           | 119.0    |
| 16                | PHI Jesus Villarreal Juan Villareal                  | DNF      | 22.0     | 16        | 22.0      | 15         | 21.0       | 16        | 22.0      | 11       | 17.0     | 14        | 20.0      | 15         | 21.0       | 145.0           | 123.0    |

### Classificação diária

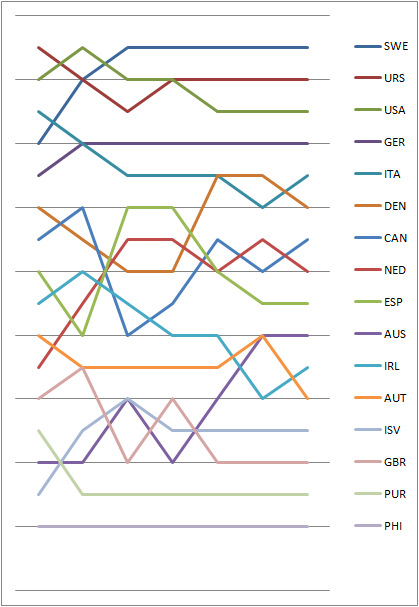
Gráfico mostrando a classificação diária na classe.